# X-Men (filmserie)

Logo van X-men

De filmserie X-Men is een reeks van live-action-verfilmingen over de superheldengroep X-Men van Marvel Comics. De personages zijn ontwikkeld door Stan Lee en Jack Kirby. De films zijn allemaal geproduceerd door 20th Century Fox. 

## Geschiedenis
In 1994 kocht 20th Century Fox de filmrechten op de X-Men-strips en -personages. Regisseur Bryan Singer werd ingehuurd om de eerste film te regisseren. Deze verscheen in 2000. Singer regisseerde eveneens het vervolg, X2, die in 2003 uitkwam. Hij liet zijn contract echter niet verlengen voor een eventuele derde en vierde film daar hij zich wilde concentreren op Superman Returns. Brett Ratner nam de regie over voor de derde film, X-Men: The Last Stand (2006). De twee X-Men-films van Singer waren beide kassuccessen en werden geprezen om hun duistere, realistische ondertoon. Ratners film daarentegen kreeg minder goede kritieken.
Na deze trilogie werd begonnen aan twee spin-offs en een prequel. De eerste, X-Men Origins: Wolverine (2009), werd geregisseerd door Gavin Hood en focust op het verleden van het personage Wolverine. De prequel, X-Men: First Class (2011), draait om het verleden van Charles Xavier en Magneto. De tweede spin-off, The Wolverine (2013), zou aanvankelijk ook een prequel worden, maar werd in plaats daarvan een vervolg op The Last Stand. X-Men Origins: Wolverine deed het matig en kreeg gemengde reacties, maar First Class en The Wolverine werden weer goed ontvangen door zowel critici als het publiek.
In februari 2016 verscheen de spin-off Deadpool. Deze film kreeg een lager productiebudget ($58 miljoen) dan voorgaande films, maar bleek zowel kritisch als commercieel een eclatant succes. Deadpool heeft met ruim $780 miljoen wereldwijd het meest opgebracht van alle X-Men-films.
X-Men: Apocalypse verscheen in mei 2016 en was qua verhaallijn een vervolg op X-Men: Days of Future Past.
Tijdens CinemaCon 2019 werd officieel bekendgemaakt dat X-Men: Dark Phoenix de laatste film zal zijn over de avonturen van de X-Men. Daaropvolgend bevestigde Emma Watts, Fox Executive, dat The New Mutants de laatste in de filmreeks zal zijn. Hoewel deze spin-off aanvankelijk het eerste deel van een trilogie zou worden zijn de overige twee films met de overname van 20th Century Fox door Disney geannuleerd.
Met inmiddels dertien films en een totale opbrengst van $ 6 miljard wereldwijd staat de X-Men filmserie op de tiende plaats van de filmseries met de hoogste opbrengst ooit. In deze lijst staat het Marvel Cinematic Universe op de eerste plaats.

## Films
| Titel                      | Releasedatum     | Regisseur      |
| -------------------------- | ---------------- | -------------- |
| X-Men                      | 14 juli 2000     | Bryan Singer   |
| X2                         | 2 mei 2003       | Bryan Singer   |
| X-Men: The Last Stand      | 26 mei 2006      | Brett Ratner   |
| X-Men Origins: Wolverine   | 1 mei 2009       | Gavin Hood     |
| X-Men: First Class         | 3 juni 2011      | Matthew Vaughn |
| The Wolverine              | 26 juli 2013     | James Mangold  |
| X-Men: Days of Future Past | 22 mei 2014      | Bryan Singer   |
| Deadpool                   | 10 februari 2016 | Tim Miller     |
| X-Men: Apocalypse          | 9 mei 2016       | Bryan Singer   |
| Logan                      | 2 maart 2017     | James Mangold  |
| Deadpool 2                 | 16 mei 2018      | David Leitch   |
| X-Men: Dark Phoenix        | 14 mei 2019      | Simon Kinberg  |
| The New Mutants            | 26 augustus 2020 | Josh Boon      |

## Televisie
Naast bovengenoemde films zijn er ook twee series ontwikkeld die bij de X-Men-franchise passen.
| Titel      | Start         | Einde         | Studio                                           |
| ---------- | ------------- | ------------- | ------------------------------------------------ |
| The Gifted | oktober 2017  | februari 2019 | 20th Century Fox Television en Marvel Television |
| Legion     | februari 2017 | Augustus 2019 | FX Productions en Marvel Television              |

## Personages
| Personage                                  | Film                             | Film                 | Film                            | Film                                     | Film                                                        | Film                    | Film                                  | Film                                                                                     | Film                                 | Film             | Film                                                   | Film                               | Film            |
| Personage                                  | X-Men                            | X2                   | X-Men: The Last Stand           | X-Men Origins: Wolverine                 | X-Men: First Class                                          | The Wolverine           | X-Men: Days of Future Past            | Deadpool                                                                                 | X-Men: Apocalypse                    | Logan            | Deadpool 2                                             | X-Men: Dark Phoenix                | The New Mutants |
| ------------------------------------------ | -------------------------------- | -------------------- | ------------------------------- | ---------------------------------------- | ----------------------------------------------------------- | ----------------------- | ------------------------------------- | ---------------------------------------------------------------------------------------- | ------------------------------------ | ---------------- | ------------------------------------------------------ | ---------------------------------- | --------------- |
| James "Logan" Howlett / Wolverine          | Hugh Jackman                     | Hugh Jackman         | Hugh Jackman                    | Hugh Jackman Troye Sivan (jong)          | Hugh Jackman (cameo)                                        | Hugh Jackman            | Hugh Jackman                          |                                                                                          | Hugh Jackman (cameo)                 | Hugh Jackman     | Hugh Jackman (cameo)                                   |                                    |                 |
| Charles Xavier / Professor X               | Patrick Stewart                  | Patrick Stewart      | Patrick Stewart                 | Patrick Stewart (cameo)                  | James McAvoy Laurence Belcher (jong)                        | Patrick Stewart (cameo) | Patrick Stewart James McAvoy          |                                                                                          | James McAvoy                         | Patrick Stewart  | James McAvoy (cameo)                                   | James McAvoy                       |                 |
| Erik Lehnsherr / Magneto                   | Ian McKellen Brett Morris (jong) | Ian McKellen         | Ian McKellen                    |                                          | Michael Fassbender Bill Milner (jong)                       | Ian McKellen (cameo)    | Ian McKellen Michael Fassbender       |                                                                                          | Michael Fassbender                   |                  |                                                        | Michael Fassbender                 |                 |
| Ororo Munroe / Storm                       | Halle Berry                      | Halle Berry          | Halle Berry                     |                                          |                                                             |                         | Halle Berry                           |                                                                                          | Alexandra Shipp                      |                  |                                                        | Alexandra Shipp                    |                 |
| Scott Summers / Cyclops                    | James Marsden                    | James Marsden        | James Marsden                   | Tim Pocock                               |                                                             |                         | James Marsden (cameo)                 |                                                                                          | Tye Sheridan                         |                  | Tye Sheridan (cameo)                                   | Tye Sheridan                       |                 |
| Jean Grey / Phoenix                        | Famke Janssen                    | Famke Janssen        | Famke Janssen Haley Ramm (jong) |                                          |                                                             | Famke Janssen           | Famke Janssen (cameo)                 |                                                                                          | Sophie Turner                        |                  |                                                        | Sophie Turner Summer Fontana(jong) |                 |
| Marie D'Ancanto / Rogue                    | Anna Paquin                      | Anna Paquin          | Anna Paquin                     |                                          |                                                             |                         | Anna Paquin                           |                                                                                          |                                      |                  |                                                        |                                    |                 |
| Raven Darkholme / Mystique                 | Rebecca Romijn                   | Rebecca Romijn       | Rebecca Romijn                  |                                          | Jennifer Lawrence Morgan Lily (jong) Rebecca Romijn (cameo) |                         | Jennifer Lawrence                     |                                                                                          | Jennifer Lawrence                    |                  |                                                        | Jennifer Lawrence                  |                 |
| Bobby Drake / Iceman                       | Shawn Ashmore                    | Shawn Ashmore        | Shawn Ashmore                   |                                          |                                                             |                         | Shawn Ashmore                         |                                                                                          |                                      |                  |                                                        |                                    |                 |
| John Allerdyce / Pyro                      | Alexander Burton (cameo)         | Aaron Stanford       | Aaron Stanford                  |                                          |                                                             |                         |                                       |                                                                                          |                                      |                  |                                                        |                                    |                 |
| Kitty Pryde / Shadowcat                    | Sumela Kay (cameo)               | Katie Stuart (cameo) | Ellen Page                      |                                          |                                                             |                         | Ellen Page                            |                                                                                          |                                      |                  |                                                        |                                    |                 |
| Peter Rasputin / Colossus                  | Daniel Cudmore (cameo)           | Daniel Cudmore       | Daniel Cudmore                  |                                          |                                                             |                         | Daniel Cudmore                        | Andre Tricoteux (motion capture) Stefan Kapičić (stem) Greg LaSalle (facial performance) |                                      |                  | Andre Tricoteux (motion capture) Stefan Kapičić (stem) |                                    |                 |
| Jubilation Lee / Jubilee                   | Katrina Florence (cameo)         | Kea Wong (cameo)     | Kea Wong (cameo)                |                                          |                                                             |                         |                                       |                                                                                          | Lana Condor                          |                  |                                                        |                                    |                 |
| Victor Creed / Sabretooth                  | Tyler Mane                       |                      |                                 | Liev Schreiber Michael-James Olsen(jong) |                                                             |                         |                                       |                                                                                          |                                      |                  |                                                        |                                    |                 |
| Dr. Henry "Hank" McCoy / Beast             |                                  | Steve Bacic (cameo)  | Kelsey Grammer                  |                                          | Nicholas Hoult                                              |                         | Nicholas Hoult Kelsey Grammer (cameo) |                                                                                          | Nicholas Hoult                       |                  | Nicholas Hoult (cameo)                                 | Nicholas Hoult                     |                 |
| Kurt Wagner / Nightcrawler                 |                                  | Alan Cumming         |                                 |                                          |                                                             |                         |                                       |                                                                                          | Kodi Smit-McPhee                     |                  | Kodi Smit-McPhee (cameo)                               | Kodi Smit-McPhee                   |                 |
| William Stryker                            |                                  | Brian Cox            |                                 | Danny Huston                             |                                                             |                         | Josh Helman                           |                                                                                          | Josh Helman                          |                  |                                                        |                                    |                 |
| Jason Strkyer                              |                                  | Michael Reid McKay   |                                 | Keely Purvis                             |                                                             |                         |                                       |                                                                                          |                                      |                  |                                                        |                                    |                 |
| Warren Worthington III / Angel / Archangel |                                  |                      | Ben Foster Cayden Boyd(jong)    |                                          |                                                             |                         |                                       |                                                                                          | Ben Hardy                            |                  |                                                        |                                    |                 |
| Elizabeth Braddock / Psylocke              |                                  |                      | Mei Melançon                    |                                          |                                                             |                         |                                       |                                                                                          | Olivia Munn                          |                  |                                                        |                                    |                 |
| Moira MacTaggert                           |                                  |                      | Olivia Williams                 |                                          | Rose Byrne                                                  |                         |                                       |                                                                                          | Rose Byrne                           |                  |                                                        |                                    |                 |
| Cain Marko / Juggernaut                    |                                  |                      | Vinnie Jones                    |                                          |                                                             |                         |                                       |                                                                                          |                                      |                  | David Leith Ryan Reynolds (stem)                       |                                    |                 |
| Wade Wilson / Deadpool                     |                                  |                      |                                 | Ryan Reynolds Scott Adkins (Weapon XI)   |                                                             |                         |                                       | Ryan Reynolds                                                                            |                                      |                  | Ryan Reynolds                                          |                                    |                 |
| Fred J. Dukes / Blob                       |                                  |                      |                                 | Kevin Durand                             |                                                             |                         |                                       |                                                                                          | "Giant" Gustav Claude Ouimet         |                  |                                                        |                                    |                 |
| Alex Summers / Havok                       |                                  |                      |                                 |                                          | Lucas Till                                                  |                         | Lucas Till                            |                                                                                          | Lucas Till                           |                  |                                                        |                                    |                 |
| Yukio                                      |                                  |                      |                                 |                                          |                                                             | Rila Fukushima          |                                       |                                                                                          |                                      |                  | Shiori Kutsuna                                         |                                    |                 |
| Peter Maximoff / Quicksilver               |                                  |                      |                                 |                                          |                                                             |                         | Evan Peters                           |                                                                                          | Evan Peters                          |                  | Evan Peters (cameo)                                    | Evan Peters                        |                 |
| Robert da Costa / Sunspot                  |                                  |                      |                                 |                                          |                                                             |                         | Adan Canto                            |                                                                                          |                                      |                  |                                                        |                                    | Henry Zaga      |
| En Sabah Nur / Apocalypse                  |                                  |                      |                                 |                                          |                                                             |                         | Brendan Pedder(jong)                  |                                                                                          | Oscar Isaac Berdj Garabedian (ouder) |                  |                                                        |                                    |                 |
| Caliban                                    |                                  |                      |                                 |                                          |                                                             |                         |                                       |                                                                                          | Tómas Lemarquis                      | Stephen Merchant |                                                        |                                    |                 |

## Budget en opbrengst
| Titel                      | Budget            | Opbrengst wereldwijd |
| -------------------------- | ----------------- | -------------------- |
| X-Men                      | US$ 75 miljoen    | US$ 296 miljoen      |
| X2                         | US$ 110 miljoen   | US$ 407 miljoen      |
| X-Men: The Last Stand      | US$ 210 miljoen   | US$ 459 miljoen      |
| X-Men Origins: Wolverine   | US$ 150 miljoen   | US$ 373 miljoen      |
| X-Men: First Class         | US$ 160 miljoen   | US$ 353 miljoen      |
| The Wolverine              | US$ 120 miljoen   | US$ 414 miljoen      |
| X-Men: Days of Future Past | US$ 200 miljoen   | US$ 747 miljoen      |
| Deadpool                   | US$ 58 miljoen    | US$ 783 miljoen      |
| X-Men: Apocalypse          | US$ 178 miljoen   | US$ 543 miljoen      |
| Logan                      | US$ 97 miljoen    | US$ 619 miljoen      |
| Deadpool 2                 | US$ 110 miljoen   | US$ 785 miljoen      |
| X-Men: Dark Phoenix        | US$ 200 miljoen   | US$ 252 miljoen      |
| The New Mutants            | US$ 80 miljoen    | US$ 49 miljoen       |
| Totaal                     | US$ 1,735 miljard | US$ 6,084 miljard    |